# 荷蘭—委內瑞拉關係
荷蘭－委內瑞拉關係是荷蘭和委內瑞拉之間的雙邊關係，兩國於1920年5月11日在委內瑞拉首都加拉加斯簽訂條約後，於次年建立了正式外交關係。目前荷蘭在委內瑞拉首都加拉加斯設有大使館，並在蓬托菲霍、馬拉開波、波拉馬爾設有名譽領事館。委內瑞拉在海牙設有大使館，在奧拉涅斯塔德、威廉斯塔德和克拉倫代克設有總領事館。

## 主權爭議

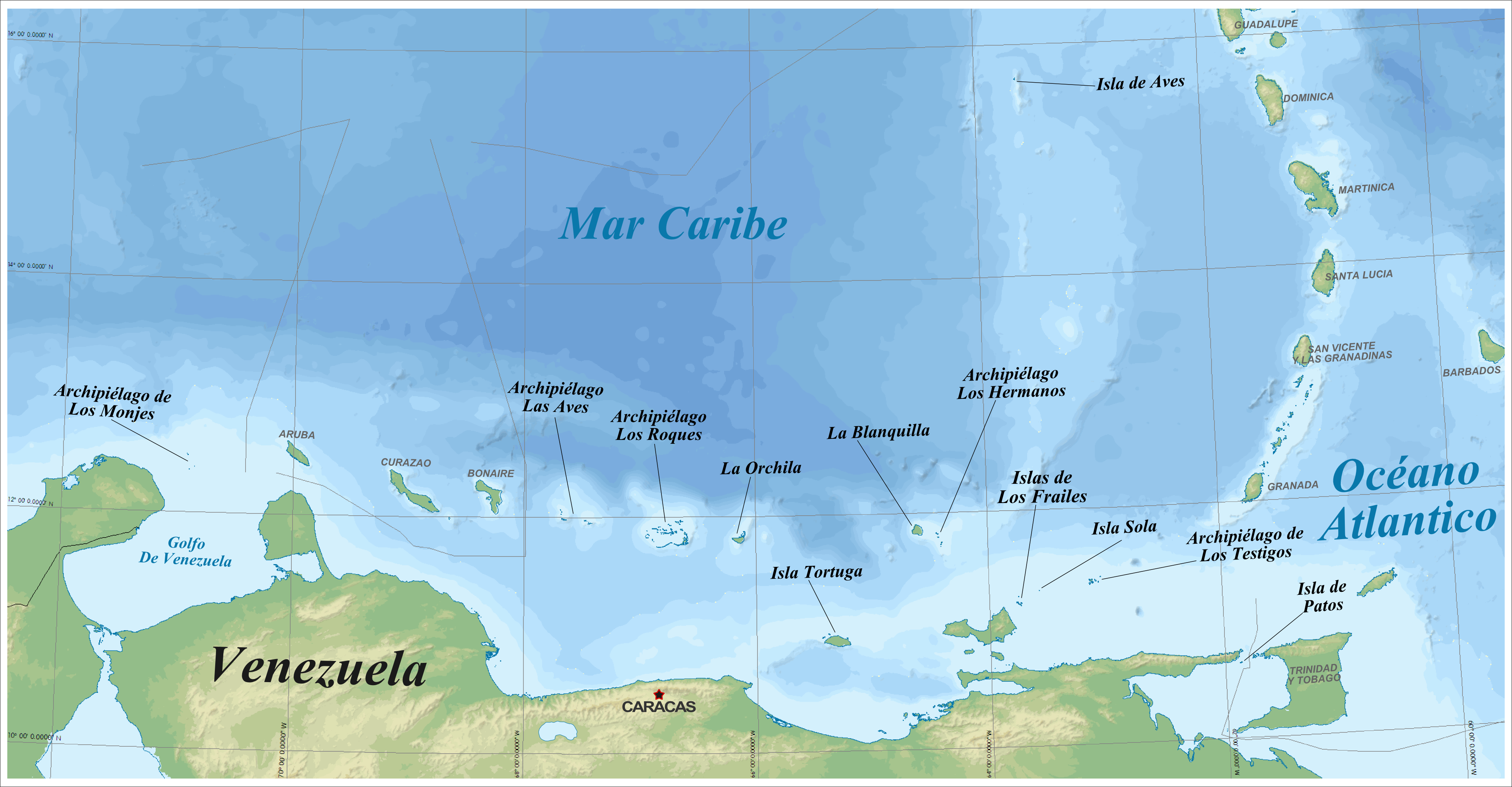
荷屬加勒比ABC群島與委內瑞拉相對位置

荷屬加勒比的阿魯巴島、庫拉索島和博奈爾島（合稱ABC群島）距離委內瑞拉海岸僅數十公里，共有近30萬居民。1978年，兩國簽訂了荷蘭—委內瑞拉邊界條約，劃定了荷屬安的列斯群島和委內瑞拉之間的海上邊界。儘管如此兩國關係仍不時緊繃，因為委內瑞拉一再聲稱對其沿海的荷蘭所屬島嶼擁有主權。